# TorrentFreak
TorrentFreak (abreviado TF) é um blog dedicado a reportar as últimas notícias e tendências no protocolo BitTorrent e compartilhamento de arquivos.
O site foi iniciado em novembro de 2005 por um Neerlandês usando o psudônimo "Ernesto Van Der Sar". A ele se uniu Andy "Enigmax" Maxwell e Ben Jones em 2007. Contribuidores regulares incluem Rickard Falkvinge, fundador do Partido Pirata. A publicação online eCommerceTimes, em 2009, descreveu "Ernesto" como o pseudônimo de Lennart Renkema, dono do TorrentFreak. O conteúdo do TorrentFreak é livre, sob uma licença Creative Commons Attribution.